# Ibán Pérez
Ibán Pérez Manzanares est un joueur espagnol de volley-ball né le 13 novembre 1983 à Barcelone (Catalogne). Il mesure 1,99 m et joue attaquant. Il totalise 200 sélections en équipe d'Espagne.

## Clubs
| Club              | Pays    | De        | À         |
| ----------------- | ------- | --------- | --------- |
| CV Almería        | Espagne | 2002-2003 | 2003-2004 |
| CV 7 islas        | Espagne | 2004-2005 | 2004-2005 |
| Volley Corigliano | Italie  | 2005-2006 | 2005-2006 |
| Sparkling Milan   | Italie  | sep 2006  | déc 2006  |
| Pérouse Volley    | Italie  | déc 2006  | 2006-2007 |
| CV Pòrtol         | Espagne | 2007-2009 | 2008-2009 |
| CV Teruel         | Espagne | 2009-2010 | 2009-2010 |
| CV Almería        | Espagne | 2010-2011 | 2011-2012 |
| Nantes-Rezé MV    | France  | 2012-2013 | 2013-2014 |
| Martigues VB      | France  | 2016-2017 | 2016-2017 |
| VCM Halluin       | France  | 2017-2018 | 2018-2019 |
| Bellaing VBPH     | France  | 2019-2020 | ...       |

## Palmarès
- Championnat d'Europe (1)
  - Vainqueur : 2007

- Ligue européenne (1)
  - Vainqueur : 2007
  - Finaliste : 2009, 2010, 2011

- Championnat d'Espagne (4)
  - Vainqueur : 2003, 2004, 2008, 2010
  - Finaliste : 2011, 2012

## Distinctions individuelles
- Meilleur marqueur du Championnat du monde 2010
- Meilleur attaquant de la Ligue européenne 2012